# Själafjärden
Själafjärden är en sjö i Umeå kommun i Västerbotten och ingår i Umeälven-Hörnåns kustområde. Sjön har en area på 0,143 kvadratkilometer och ligger 3,1 meter över havet. Den omges av ett bostadsområde som också kallas för Själafjärden.

## Delavrinningsområde
Själafjärden ingår i det delavrinningsområde (707192-172099) som SMHI kallar för Utloppet av Själafjärden. Medelhöjden är 13 meter över havet och ytan är 2,16 kvadratkilometer. I avrinningsområdet ingår även Kalvsjön, som rinner av till Själafjärden. Det finns inga avrinningsområden uppströms utan avrinningsområdet är högsta punkten. Avrinningsområdets utflöde mynnar i Djupviken i havet. Avrinningsområdet består mestadels av skog (82 procent). Avrinningsområdet har 0,14 kvadratkilometer vattenytor vilket ger det en sjöprocent på 1,4 procent.